# نورفولک (میسیسیپی)
نورفولک (به انگلیسی: Norfolk) یک منطقهٔ مسکونی در ایالات متحده آمریکا است که در center قرار دارد. نورفولک ۶۴ متر بالاتر از سطح دریا واقع شده‌است.